# Gouvernement Loughman
Salwai Kalsakau
Le gouvernement Loughman, au Vanuatu, est le conseil des ministres nommé par le premier ministre Bob Loughman le 20 avril 2020. Issu des élections législatives du mois de mars, il s'agit d'un gouvernement de coalition, composé de trois principaux partis politiques et de plusieurs micro-partis au Parlement,.

## Historique

### Formation
La coalition regroupe trente députés sur les cinquante-deux que compte le Parlement. Elle inclut notamment le Vanua'aku Pati (centre-gauche nationaliste, le parti qui a mené le pays à l'indépendance en 1980), le Parti national unifié (très similaire, scindé du Vanua'aku Pati dans les années 1990) et l'Union des partis modérés (centre-droit conservateur, défendant historiquement la minorité francophone du pays). Ces trois « grands » partis disposent ensemble de seize sièges. Le gouvernement comprend également l'unique député de la Confédération verte (centriste, écologie libérale) et l'unique député du mouvement Nagriamel (coutumier, conservateur, chrétien). Les autres membres de la coalition sont des micro-partis récents.
Sur les bancs de l'opposition parlementaire se trouvent notamment le parti Terre et Justice, le Parti des dirigeants et le Mouvement de réunification pour le changement. Ces trois partis disposent ensemble de vingt-et-un sièges, le seul autre membre de leur coalition d'opposition étant l'unique député du tout nouveau Mouvement libéral. 

### Succession
En août 2022, le gouvernement Loughman perd sa majorité parlementaire lorsque dix-sept députés (issus de divers partis qui, eux, restent formellement au gouvernement) quittent la majorité et rejoignent les bancs de l'opposition menée par Ralph Regenvanu, qui devient majoritaire. Ce dernier dépose alors une motion de censure pour contraindre le gouvernement à la démission et pour pouvoir former un gouvernement à sa place. Bob Loughman demande et obtient que le président de la République, Nikenike Vurobaravu, dissout le Parlement et appelle la tenue d'élections anticipées, empêchant ainsi le vote au Parlement de la motion de censure,.

## Composition
La composition du gouvernement nommé le 20 avril 2020 est la suivante, :
| Poste                                                                     | Titulaire | Titulaire          | Parti        |
| ------------------------------------------------------------------------- | --------- | ------------------ | ------------ |
| Premier ministre                                                          |           | Bob Loughman       | VP           |
| Vice-Premier ministre Ministre de l'Intérieur                             |           | Ishmael Kalsakau   | UPM          |
| Ministre des Finances                                                     |           | Johnny Koanapou    | VP           |
| Ministre des Affaires étrangères et du Commerce extérieur                 |           | Marc Ati           | Groupe Iauko |
| Ministre des Terres et des Ressources naturelles                          |           | Jack Norris Kalmet | UPM          |
| Ministre du Changement climatique et de la Gestion des désastres naturels |           | Bruno Leingkone    | PNU          |
| Ministre de l'Agriculture, des Pêcheries et des Forêts                    |           | Kalo Willie Daniel | UPM          |
| Ministre de la Santé                                                      |           | Silas Bule         | PNU          |
| Ministre de l'Éducation                                                   |           | Seoule Simeon      | UPM          |
| Ministre de la Justice et des Services communautaires                     |           | Esmon Saimon       | VP           |
| Ministre des Infrastructures et des Services publics                      |           | Jay Ngwele         | PDR          |
| Ministre du Développement de la jeunesse, et des Sports                   |           | Willie Pakoa       | Verts        |

Le 15 juin 2021, Seoule Simeon démissionne du gouvernement pour être élu président du Parlement avec l'appui du gouvernement.